# (35479) 1998 FT4
1998 FT4 (asteroide 35479) é um asteroide da cintura principal. Possui uma excentricidade de 0.09686230 e uma inclinação de 7.50055º.
Este asteroide foi descoberto no dia 23 de março de 1998 por Spacewatch em Kitt Peak.